# 2002 NATE배 온게임넷 스타리그
2002 NATE배 온게임넷 스타리그은 2002년에 진행된 스타리그이다.

## 대회 정보
- 리그기간: 2002년 3월 29일 ~ 2002년 6월 9일
- 2002년 3월 16일 마지막 예선전을 실시하여 총 16명 선발
- 4인 시드 방식 적용 시작
- Top시드 결정전 실시
- 이 대회부터 우승상금이 1000만원에서 2000만원으로 조정
- 최초의 지명식 조편성
- 엄전김(엄재경, 전용준, 김태형) 트리오 첫방송
- MSL포함 최초 팀킬 결승전
- Z강도경 스타리그 최초로 준우승2회기록 저그로도 최초 2회 준우승한 선수
- 시드배정자 전원 8강 탈락, 소속팀 유니폼 첫 등장
- 공식맵에 최초로 프로텍트 및 네오컬러, 텍스트 로고 등장
- 2002년 FIFA 월드컵으로 인해 대중들에게 전혀 관심을 받지못했던 비운의 시즌
- 옥션 올킬 스타리그 2012와 같이 역대 스타리그 역사상 결승전 최소관중 (700명)
- 결승장소 : 서울 장충체육관(결승전 중계석을 관중석 한 가운데에 배치)

## 16강
| 종족     | 명 | 이름                                             |
| 테란     | 6  | 김정민 변길섭 임요환 조정현 최인규 한웅렬        |
| 저그     | 7  | 강도경 나경보 성학승 안형모 임정호 정재호 홍진호 |
| 프로토스 | 3  | 김동수 손승완 이재훈                             |

### 본경기
16강 조추첨에 따라 결정된 조에 따라서 한 선수가 한 경기씩 총 세 경기를 펼치게 되며, 한 조로 볼 때 총 여섯 경기를 치르게 된다.
| A조    | A조     | B조    | B조     | C조    | C조     | D조    | D조     |
| ------ | ------- | ------ | ------- | ------ | ------- | ------ | ------- |
| 홍진호 | 1승 2패 | 김동수 | 1승 2패 | 임요환 | 0승 3패 | 조정현 | 1승 2패 |
| 김정민 | 1승 2패 | 임정호 | 0승 3패 | 변길섭 | 2승 1패 | 손승완 | 1승 2패 |
| 안형모 | 2승 1패 | 한웅렬 | 2승 1패 | 이재훈 | 1승 2패 | 성학승 | 1승 2패 |
| 최인규 | 2승 1패 | 강도경 | 3승 0패 | 나경보 | 3승 0패 | 정재호 | 3승 0패 |

### 재경기
상위/하위 3인의 승패가 동률인 경우에는 삼자재경기를 통해 올라갈 선수를 가리게 된다.
| D조    | D조     |
| ------ | ------- |
| 조정현 | 1승 1패 |
| 손승완 | 2승 0패 |
| 성학승 | 0승 2패 |

## 8강
8강 조추첨에 따라 결정된 조에 따라서 한 선수가 한 경기씩 총 세 경기를 펼치게 되며, 한 조로 볼 때 총 여섯 경기를 치르게 된다.
| A조    | A조     | B조    | B조     |
| ------ | ------- | ------ | ------- |
| 안형모 | 0승 3패 | 나경보 | 1승 2패 |
| 변길섭 | 2승 1패 | 최인규 | 3승 0패 |
| 강도경 | 3승 0패 | 정재호 | 0승 3패 |
| 손승완 | 1승 2패 | 한웅렬 | 2승 1패 |

## 4강 ~
|  | 준결승전 | 준결승전 | 준결승전 |  |  | 결승전 | 결승전 | 결승전 |
|  |          |          |          |  |  |        |        |        |
|  | A1       | 강도경   | 2        |  |  |        |        |        |
|  | B2       | 한웅렬   | 1        |  |  |        |        |        |
|  |          |          |          |  |  | W1     | 강도경 | 1      |
|  |          |          |          |  |  | W2     | 변길섭 | 3      |
|  | A2       | 변길섭   | 2        |  |  |        |        |        |
|  | B1       | 최인규   | 1        |  |  | 3위    | 3위    | 3위    |
|  |          |          |          |  |  |        |        |        |
|  |          |          |          |  |  | L1     | 한웅렬 | 1      |
|  |          |          |          |  |  | L2     | 최인규 | 2      |

## 우승
| 2002 NATE배 온게임넷 스타리그 우승 |
| ---------------------------------- |
| 변길섭 (첫 번째 우승)              |

## 대회 결과
- 우승 변길섭, 준우승 강도경, 3위 최인규, 4위 한웅렬

## 사용 맵 정보
| 종족   | Neo Vertigo | The Bifrost | Neo Silent Vortex | Forbidden Zone |
| ------ | ----------- | ----------- | ----------------- | -------------- |
| 인원   | 4           | 2           | 4                 | 4              |
| P vs Z | 2:1         | 1:1         | 0:1               | 1:1            |
| Z vs T | 1:3         | 3:5         | 6:1               | 1:4            |
| T vs P | 0:0         | 1:1         | 1:1               | 2:0            |
| Z vs Z | 1번         | 0번         | 1번               | 3번            |
| T vs T | 2번         | 2번         | 3번               | 2번            |
| P vs P | 0번         | 0번         | 0번               | 0번            |